# Zhoucun
Der Stadtbezirk Zhoucun (chinesisch 周村区, Pinyin Zhōucūn Qū) ist ein Stadtbezirk in  der chinesischen Provinz Shandong. Er gehört zum Verwaltungsgebiet der bezirksfreien Stadt Zibo. Zhoucun hat eine Fläche von 307 km² und zählt 362.294 Einwohner (Stand: Zensus 2010).